# 統一I型
統一I型（とういついちがた）は初期のビデオテープの規格である。オープンリール式で、テープ幅は1/2インチ（12.7mm）。1969年に作られた。

## 概要
1960年代のビデオテープレコーダは現在のビデオカセット方式とは異なり、記録媒体はオープンリール式であり、メーカーによって規格が違っていた。1964年にソニーから世界で最初の家庭用VTR「CV-2000」、1965年に松下電器産業が「NV-1000」、1966年にビクターが「KV-800」、1967年には東芝が「GV-1010」をそれぞれ発売した。カラーVTRはソニー、松下電器、東芝が1966年までに発表していたが1966年11月にビクターが販売を発表し1967年6月に発売された。
しかし一般家庭に普及するために規格統一を図ることとなり、1967年に日本電子機器工業会が「VTR調査委員会」を発足し、1969年に規格合意となった（CP-504）。カラーVTRの規格化はさらに遅れ、1971年となった（CP-507）。それまでのVTRは各社規格が異なるため再生はできない。
回転ヘッド部の回転速度とテープの巻き取り走行速度によるテープ相対速度を規定することで、メーカーが異なっても記録および再生が可能となる規格を一定したのが統一I型と呼ばれたビデオテープレコーダである。
NHK技研では統一I型規格で録画された番組が発掘されたことで、老朽化により再生不能や画質劣化をきたしていた部分を最新技術により修復したとのことである。主なものはテープポストを摩擦の少ないテフロン樹脂に替え、テープ走行の安定化、トラック幅の狭い高感度ヘッドに交換し、テープの再生互換性を高める、D5-VTRなどに使用されているスリップリングを適用し、スパークノイズを除去、ヘッド回転機構系をベルト式から直接駆動式に変更し、回転を滑らかにした。これらの技術により性能を向上させ、高画質な再生を実現した。さらに記録方式に依存せずにテープの再生が可能なストレージ装置の検討を進めていくとしていた。

## レコーダ
初期の家庭用ビデオテープレコーダは高額のため一般大衆にはあまり使われず、役者、歌手など放送関係者の使用が多かった。この時期にオープンリールビデオで録画されたものが貴重な映像資料となってることが多い。朝日放送に在籍していた澤田隆治は1960年代後半にレコーダを購入し自身が担当の『てなもんや三度笠』などの番組を録画し後に商品化された。またNHKの宮田輝も担当していた『NHK紅白歌合戦』や『ふるさとの歌まつり』などの番組を録画し後にNHKに提供した。『巨泉×前武ゲバゲバ90分!』のテープが2009年に倉庫より発見された際もソニー製の同型テープであった。
メーカー側の生産体制も月産30 - 50台で、その内正常に駆動するのが数台といった状況であった。ヘッド部とテープ走行メカニック部が個々の部品で成り立っていたため輸送中のショックで歪みが生じたり、記録機器と再生機器が異なると磁気帯記録トラックの微妙な誤差が生じるため再生モニターでは画像が乱れたりした。このヘッド部位のズレを技術者が専用の拡大鏡を使って手加減補正していた。この頃の設置先には熟練した技術者が同行していた。取り付けビスの絞め方によっても画像が乱れる精密機器であった。
統一I型の初期機器は一台18kgもあった。

## 統一I型規格のビデオで発掘された主な番組
- てなもんや三度笠（澤田隆治提供）
- ケンチとすみれ、連想ゲーム第5回、世界の音楽（宮城県の視聴者提供）
- 鞍馬天狗（1970年、瑳川哲朗提供）
- 巨泉×前武ゲバゲバ90分!（日本テレビ局内での録画、ソニーV32型テープ）
- 樅ノ木は残った（柴田町郷土資料館、シバデン方式）
- 男は度胸（1971年[15]担当プロデューサーの提供）[16]
- 銀河ドラマ『あほんだれ一代』（1971年、男は度胸のテープの消え残りより）[17]
- タイム・トラベラー（和歌山県の視聴者提供、東芝ニューカラーVTR、GV-211C）[18]
- 勝海舟（埼玉県吉見町教育委員会、ソニーＶ32型テープ）[19]
- 四つの目（眼科医の安達京提供）[20][21]

## フォーマット概要
- 記録方式：回転2ヘッド・ヘリカルスキャニング方式（電子機械工業会カラーVTR推薦規格、統一I型規格）
- 記録ヘッド数：2
- テープ幅：12.65 mm（1/2インチ）
- テープ送り速度：137mm/s[22]
- 相対速度：11.9m/s
- ドラム径：127mm
- リール径：184mm（7号）
- 水平解像度：白黒300本以上、カラー230本以上

## 主な機種
- ソニー　AV-3600、AV-3700、AV-3750、AV-5100、AV-5700、AV-8700（カラー）、AV-8750（電子編集装置付、カラー）
- 日本ビクター　KV-340[23]（1970年）
- 松下電器　NV-3020[24]（1969年）
- 日立　VT-1300H（1970年）
- 東芝　GV-211C（1971年、カラー）
- 東芝　インスタビデオ（1971年）
- 三洋電機　VTR-2000C（1971年）